# Swiffer
 (février 2019).
Swiffer est une marque de produits de nettoyage (balais et plumeaux en partie jetables) appartenant à Procter & Gamble.

## Présentation
Le nom provient de « Swift » (prompt ou rapide en anglais) . Le produit vise à se substituer aux plumeaux et autres systèmes destinés à ramasser la poussière. Il fonctionne selon le principe de l'électrostatique .

## Histoire
En 1994, l'entreprise japonaise Kaō a développé une raclette à tête pivotante qui retient directement la saleté et ne nécessite pas de balayette. Procter & Gamble a reconnu le potentiel de ce produit et a lancé la marque Swiffer en 1998 pour les marchés tests. Un an plus tard, la commercialisation mondiale a commencé.